# Martin Knopf
Martin Knopf (geboren am 2. Juli 1876 in Treuenbrietzen, Deutsches Reich; gestorben wohl um den 10. März 1944 im Konzentrationslager Auschwitz) war ein deutscher Kapellmeister und Komponist, der sich vor allem einen Namen mit Operetten gemacht hatte.

## Leben und Wirken
Über Knopfs Ausbildung und Werdegang ist derzeit wenig bekannt. Seit Beginn des 20. Jahrhunderts ist er als Schöpfer zahlreicher Lieder (ab 1903 fürs Kabarett), Musikpossen, Schwänke und vor allem Operettenwerke bekannt, darunter Das Testament, Princess Money, Suzette, Die Dame von Moulin Rouge, Der Zaungast, Das kommt davon!, Gräfin Mumm; Meine Frau, Deine Frau; Die kleine Hoheit, Die Nadelprinzeß, Die Mädels von Davos, Die Dame von Welt, Der Liebling der Frauen, Der blonde Zigeuner, Die ungeküßte Eva, Das kleine Fräulein Li und Duett im Grünen – Werke, die der Vielarbeiter Knopf in nur einem Vierteljahrhundert ausstieß, und die vor allem an Berliner und Wiener Bühnen liefen, aber auch unter anderem in Prag, Hannover und Dresden zu sehen waren. Zeitweilig war Martin Knopf derart populär, dass der Berliner Rundfunk 1929 eine halbe Stunde nur mit Knopf-Liedern sendete.
Bei einigen seiner Werke, darunter Im Schlafcoupé (1911), Die Bajadere (1912), Die kleine Motte (1914) und Helenens Ehemänner (1919) schrieb Louis Taufstein die Libretti. Knopf komponierte aber auch einzelne Lieder und Chansons wie beispielsweise Der Frosch für beliebte Couplet-Interpretinnen vom Schlage Claire Waldoff und trat in den 1910er Jahren sowohl als Komponist wie auch als Schauspieler im Stummfilm (so auch in Zusammenarbeit mit Ernst Lubitsch) in Erscheinung.
Die Machtergreifung durch die Nationalsozialisten 1933 trieb Martin Knopf ins Abseits, und er entschloss sich schließlich zur Emigration über Österreich und Belgien (vermutlich 1938) nach Frankreich. Von dem bei Paris gelegenen Sammellager Drancy wurde er am 7. März 1944 von der deutschen Besatzungsmacht mit dem Konvoi Nr. 69 in das Vernichtungslager Auschwitz deportiert, wo Martin Knopf vermutlich kurz nach der Ankunft ermordet wurde. Knopfs ein Jahr älterer Bruder Paul Knopf (1875–1942) arbeitete als Texter und Schriftsteller. Auch er wurde von den Nationalsozialisten (ins Ghetto von Riga) deportiert und schließlich ermordet.

## Filmografie
- 1915: Der schwarze Moritz (Komposition)
- 1919: Die Teufelskirche (Darstellung)
- 1920: Die Wohnungsnot (Komposition)